# Nictalopie
Nictalopia (sau cecitate nocturnă) (greacă pentru "orbire de noapte", pop. "orbul găinilor") este o afecțiune din cauza căreia omul sau animalul nu vede în întuneric. Este un simptom pentru mai multe boli de ochi. Nictalopia poate exista din naștere sau poate fi cauzată prin răni sau malnutriție (de exemplu, carență de vitamina A).
Cea mai comună cauză a nictalopiei este retinitis pigmentosa, o tulburare în care celulele cu bastonaș din retină își pierd gradat abilitatea de a reacționa la lumină. Pacienții care suferă de această afecțiune genetică au nictalopie progresivă și, după o perioadă de timp, este posibil ca și vederea din timpul zilei să fie afectată. În nictalopia congenitală staționară celulele cu bastonaș nu funcționează încă de la naștere, dar după cum sugerează numele, vederea bolnavilor nu se înrăutățește.
Problema opusă, cunoscută ca hemeralopie, este mult mai rară.
Zona exterioară a retinei este formată din mai multe celule cu bastonaș decât celule cu con. Celulele cu bastonaș sunt cele care ne permit să vedem în iluminare redusă. Acesta este motivul pentru care pierderda vederii laterale conduce deseori la orbire de noapte. Indivizii care suferă de nictalopie nu doar văd slab noaptea, dar necesită și un timp mai îndelungat pentru ca ochii lor să se adapteze de la lumină la întuneric. Și vederea contrastuală poate fi, de asemenea, grav afectată.